# 何俊賢
何俊賢，BBS，JP（1979年11月30日—），綽號高佬賢，香港漁民團體聯會會長，民建聯成員，現任香港立法會議員（漁農界），2012年首度當選，2016及2021年再度連任。

## 簡歷
何俊賢於屯門區長大，早年就讀順德聯誼總會胡少渠紀念小學、南屯門官立中學，其後到英國留學，於伯明翰大學修讀通訊及電腦系統工程。
畢業後回港接手母親的運輸公司，並認識港九漁民聯誼會理事長張志泉，成為其助手，2003年起參與漁農業界事務。
2007年獲委任為港九漁民聯誼會副理事長，2008年則獲委任為香港漁民團體聯會副主席、新界青年聯會副主席。
在原任漁農界議員黃容根推薦下加入民建聯，被傳媒指為「極速上位」。
何俊賢身長超過一米九，故有高佬賢之稱。
2022年7月2日，何俊賢确诊2019冠狀病毒病，而他曾于6月30日与到访香港的中共中央总书记习近平合照，當時站在習近平的正後方，但他稱無參與7月1日的活動。

## 2012年立法會選舉
2012年香港立法會選舉，年僅32歲的何俊賢，以原任漁農界議員黃容根「接班人」的姿態，報名參選立法會漁農界功能組別議員。參選時已取得159名選民中的100個提名。
2012年9月9日，何俊賢以105票當選立法會漁農界功能組別議員，擊敗只取得18票的對手，經濟動力的陳美德。

## 爭議

### 代表漁農界的資格
何俊賢是漁民子弟，外公跟祖父原本是漁民，但外公轉行回收生意。父親曾經擔任運輸及回收業，母親跟父親離婚後，曾協助父親的回收生意，之後開設運輸公司，與何俊賢一樣並非漁民。2012年香港立法會選舉期間，對手陳美德指何俊賢不是漁民，對業界不了解。

### 疑協助黨友郭芙蓉獲得公帑資助參選
何俊賢曾被揭發向立法會申報開支，用作黨友郭芙蓉為議員助理。郭芙蓉後期已經沒有返立法會或參與漁農界工作，但仍獲全額支取議員助理工資，何俊賢有使用公帑資助郭芙蓉參選區議會之嫌。其後郭芙蓉於區議會的申報中，於2016年2月1日，她停止擔任何俊賢辦事處的研究員。

### 言論攻擊陳淑莊
陳淑莊在佔中案的判刑之前，發現腦內有一個4.2厘米的腫瘤，必須在兩星期內開刀，法官於是押後判刑。而身為陳淑莊的立法會同事，何俊賢則在社交媒體發言：「一到找數，個個都身患絕症。你玩晒啦」，質疑陳淑莊扮病，結果他被網民指他失德、沒人性、言論涼薄。期後他再度發文為自己辯護，但是仍然未為他攻擊陳淑莊的言行道歉。另外，自由黨的李梓敬和工聯會的吳秋北亦有對陳淑莊發佈相似的言論。
相反在當日，其黨友蔣麗芸反而鼓勵陳淑莊好好面對疾病，對陳淑莊的態度大相逕庭。

### 議員投贊成票 不代表政府做得好
2022年11月16日，進行2022年《施政報告》致謝議案辯論期間，何俊賢指，「唔好以為我哋投贊成票，就代表你哋（政府）工作好好」。同時提出維護國安的意識形態以及實行間的問題。

## 軼事
在南區各界慶祝國慶的晚會請帖當中，有人發現舉辦團體將何俊賢的名字打錯成「何傻賢」（速成碼同為「人水」），何後來表示是小事一樁，「得啖笑」（粵語一笑置之的意思）。不過則成為對他有負面評價的人稱呼他的稱號。

## 資料來源
1. ↑  .   [2025-05-05].
2. ↑  32歲鄧家彪何俊賢「謙卑接棒」 （页面存档备份，存于） 明報，2012年9月11日
3. ↑  .   [2014-02-02]. （原始内容存档于2013-12-16）.
4. ↑  .   [2018-03-15]. （原始内容存档于2018-06-13）.
5. ↑  .   [2018-03-15]. （原始内容存档于2018-03-15）.
6. 1 2 3  探射燈：極速上位 何俊賢漁農為本 （页面存档备份，存于） 東方日報 2012年9月15日
7. ↑  何俊賢勢成黃容根接班人 祖父外公俱是漁民 誓要照顧業界利益[永久] 成報，2012年9月9日
8. ↑  政Whats噏：立會兩高人　阿廷勝高佬賢半吋 （页面存档备份，存于） 東方日報 2016年9月22日
9. ↑  . 頭條日報. 2022-07-03  [2022-07-04]. （原始内容存档于2022-07-04）. 翻查資料，中共中央總書記、國家主席、中央軍委主席習近平6月30日訪港首日，曾與社會各界人士會面和合照，何俊賢當時站在後排中間位置。
10. ↑  .   [2022-07-03]. （原始内容存档于2022-07-03）.
11. ↑  成百漁民撐何俊賢[永久] 明報，2012年7月20日
12. ↑  何俊賢勝出漁農界將諮詢新界東北發展 （页面存档备份，存于） 商業電台，2012年9月10日
13. ↑   (html). 明報.   [2019-11-05] （繁体中文）.[]
14. ↑  .   [2020-05-24]. （原始内容存档于2016-06-25）.
15. ↑  .   [2019-04-24]. （原始内容存档于2019-04-25）.
16. ↑  李梓敬對陳淑莊一事的發言
17. ↑  質疑陳淑莊腦瘤押後判刑　何俊賢：一到找數患絕症　吳秋北：罪犯玩弄程序?

## 外部連結
- 何俊賢的新浪微博